# Насонова, Эльвира Тимофеевна
Эльви́ра Тимофе́евна Насо́нова (род. 19 июля 1941, Воздвиженка, Приморский край) — советская, украинская и российская альпинистка, единственная в мире женщина — трижды обладательница титула «снежный барс».
Призёр чемпионатов СССР по альпинизму, многократная чемпионка Украины. Участница, а позднее тренер женской сборной СССР по альпинизму, неоднократно участвовала в сборах. Многие годы проживает в городе Алушта, Крым. Возглавляла контрольно-спасательный отряд Алушты. Председатель Алуштинского альпинистского клуба «Эверест». В 1960-е годы стояла у истоков промышленного альпинизма в СССР, участвовала в высотных работах при возведении Ат-Башинской и Токтогульской ГЭС. С 1990-х годов руководит коммерческой группой промышленных альпинистов, выполнившей ряд работ на высотных объектах Крыма — на куполах Петропавловского собора в Симферополе, храме Святого Александра Невского в Ялте, гостинице «Алушта». По образованию — геофизик. Автор ряда публикаций в альпинистских периодических изданиях. Супруг — альпинист Анатолий Балинский (1934—1984).

## Биография
Эльвира Тимофеевна Насонова родилась 19 июля 1941 года в селе Воздвиженка, Уссурийского района Приморского края. С 1955 года постоянно проживает в Алуште, однако часто находилась в длительных экспедициях. Окончила Киевский геологоразведочный техникум в 1962 году. По специальности — геофизик. Работала в геологоразведке на предприятии «Киргизнефть». Начала заниматься альпинизмом в 1960 году, активную спортивную карьеру вела на протяжении почти 45 лет.
Имея звание тренера высшей категории, работала в альплагерях «Дугоба», «Ала-Арча», тренером-спасателем в МАЛ «Высотник» (пик Ленина) и МАЛ «Тянь-Шань», участвовала в множестве спасательных операций. Создала первую в Алуште секцию альпинизма и скалолазания, являлась её постоянным тренером. Ею был создан альпинистский клуб «Эверест» где она является председателем. Э. Т. Насонова активный пропагандист альпинизма и скалолазания.

### Работа в контрольно-спасательной службе
Э. Т. Насонова имеет специальность «горный спасатель». В период 1976—1985 годов она возглавляла контрольно-спасательной отряд (КСО) Алушты, более 30 раз лично принимала участие в спасательных работах для терпящих бедствие в Крымских горах. Специфика работы КСО в Крыму, в отличие от высоких гор, заключается в снятии неподготовленных туристов с отвесных стен, извлечение пострадавших из пещер, тушении лесных пожаров на труднодоступных склонах. В альпинистской практике СССР до Насоновой не были зарегистрированы случаи работы женщин в такой должности.
В 1995 году её подруга, болгарская восходительница Иорданка Димитрова, погибла на Канченджанге. Её тело лежало на высоте 7000 метров. Снять тело можно было либо оплатив специальную экспедицию, либо самостоятельно. Насонова в 1996 году прыгнула с плеча Эвереста на специальном параплане — крыле-тандеме. Старт потерпел неудачу — в момент отрыва порыв ветра отбросил Насонову и её инструктора В. Божукова на скалу, параплан сложился и оба пилота упали на ледник с высоты 50 метров. Насонова получила тяжкие травмы и три дня ждала на леднике — её транспортировка без вертолёта была невозможной. Позднее в Москве она перенесла ряд сложных операций. Тело И. Димитровой позднее обнаружили итальянские альпинисты.

### Промышленный альпинизм
Эльвира Насонова вместе с мужем, Анатолием Балинским, применила накопленный спортивный опыт в новом для 1960-х годов виде деятельности — работе инструктором-скалолазом на строительстве гидросооружений будущих Ат-Башинской и Токтогульской ГЭС в 1964—1972 годах. Она провела начальную альпинистскую подготовку более тысячи строителей, зачастую работавших на отвесных скалах, отвечала за их безопасность.
С 1990-х и до настоящего времени Э. Т. Насонова возглавляет бригаду скалолазов-высотников, которая производит высотные работы на уникальных и исторических объектах Крыма: куполах Петропавловского собора в Симферополе, храме Святого Александра Невского в Ялте, на фасадах высотной гостиницы «Алушта». Также высотники занимаются монтажом аттракционов Алуштинского аквапарка, инженерно укрепляют скальные стены с рисками камнепадов.
Несмотря на восьмой десяток лет, Насонова лично поднимается на объекты, выполняя полный объём работ промышленного альпиниста.

### Общественная деятельность
В 1970-х годах в Алуште была создана первая секция альпинизма, тренером которой стала Эльвира Насонова. Она также является председателем Алуштинского альпинистского клуба «Эверест». Автор ряда публикаций на альпинистские темы в периодических изданиях.

## Спортивные достижения
Альпинизмом занимается с 1960 года, когда под руководством инструктора Миргородского совершила своё первое восхождение на вершину Гумачи. Тренировалась в составе киевских сборов у Бориса Субортовича и Светланы Гречановской. В 1963 году окончила школу инструкторов альпинизма ВЦСПС. Мастер спорта СССР (18 ноября 1966).
В спортивном активе Эльвиры более 50 восхождений 5-й и 6-й категории сложности. Совершила 18 восхождений на семитысячники СССР:
- Пик Победы — 3 восхождения;
- Пик Коммунизма (ныне пик Исмоила Сомони) — 3 восхождения;
- Пик Корженевской 3 — восхождения;
- Пик Ленина — 4 восхождения;
- Пик Хан-Тенгри — 5 восхождений.

Она становилась призёром чемпионата СССР по альпинизму, многократная чемпионка Украины.
- 1969 год —  3-е место чемпионата СССР (класс траверсов).
- 1971 год —  2-е место чемпионата СССР (класс траверсов).

В 1971 году выполнила мужские нормы мастера спорта СССР. По общему числу восхождений высших категорий семикратно выполнила нормативы мастера спорта СССР. Единственная в мире женщина-альпинистка, трижды удостоенная звания «снежный барс». В 1973 году получила первый титул «снежный барс». Инструктор-методист по альпинизму 1-й категории, тренер высшей категории. В 1974 году на вершине пика Ленина женская команда Эльвиры Шатаевой попала в буран. Все восемь альпинисток высокого класса погибли. Федерация альпинизма СССР тогда запретила восхождения полностью женскими группами — только вместе с мужчинами. Э. Т. Насонова официально была допущена к чемпионатам СССР по альпинизму наравне с мужчинами, что было редким исключением из действовавших правил. В 1982 году Насонова отбиралась в числе 50 лучших альпинистов СССР мужчин в Первую советскую гималайскую экспедицию. Из 24 отобранных в сборную она оказалась 26.
1986 году после тяжёлой травмы врачи заявили Э. Т. Насоновой, что она должна закончить активную карьеру. Насонова быстро прошла восстановление, отбросила палочку и сделала восхождение на пик Ленина (7134 м). В том же 1988 году в возрасте 47 лет она стала повторно «снежным барсом».
Насонова поддерживала снятие запрета на женский высотный альпинизм. В 1991 году, несмотря на недавнюю личную трагедию, гибель в автокатастрофе сына, в качестве действующего тренера женской сборной СССР (начальник экспедиции Николай Чёрный), Эльвира Насонова руководила восхождением на пик Коммунизма (7495 м). 10 августа все участницы покорили вершину и успешно спустились, что стало большой победой женской команды. В этом же году она в третий раз закрывает норматив по званию «снежный барс».
В 1991 году Спорткомитет СССР приступил к формированию женской гималайской экспедиции, куда Насонова была кандидатом номер один. Распад СССР помешал долго ожидаемому мероприятию. В Гималаи она смогла попасть лишь в 1996 году в составе американской экспедиции фотографа и альпиниста Сергея Мельникоффа. Насонова включилась также в экологическую акцию по удалению со склонов Эвереста мусора. Попытка использовать параплан для достижения участков с телами погибших альпинистов закончилась падением и серьёзными операциями после эвакуации. Потом спортсменка долго восстанавливалась после травм. В 1998 году в 57 лет Эльвира поднялась на Северное седло Эвереста — высота свыше 7000 метров. Стремилась освоить параплан для применения в спасательных работах.
В начале 2000-х, находясь в неплохой спортивной форме, Эльвира постоянно искала средства для пермита на восхождение на Эверест, обращалась к различным украинским спонсорам, однако искомые 15 000 долларов привлечь не удалось. В это же время в 2003 году на гору взошла 63-летняя японка Тамая Ватанами, установив мировой женский возрастной рекорд. Затраты на экспедицию ей оплатил спонсор — одна из фармацевтических компаний Японии.
В 2009 году Эльвира Насонова в возрасте 68 лет взошла на Эльбрус, каждое воскресенье в качестве прогулки заходит на Чатыр-Даг.
Кроме высотного альпинизма Эльвира Насонова также не оставляет и скалолазания. Она в 2014 году заняла второе место в своей возрастной категории среди женщин в традиционном Международном чемпионате ветеранов альпинизма и скалолазания, который проводится в Судаке, на Крепостной горе. В 2018 году она приняла в них участие уже в качестве судьи, вместе с такими именитыми ветеранами альпинизма, как вице-президент Федерации альпинизма России Иван Душарин.

## Признание
Внесена в Энциклопедический словарь «Альпинизм». Имеет персональные информационные страницы на международных специализированных альпинистских сайтах.
Эльвира Насонова дважды побывала на первой полосе газеты Комсомольская правда: 17 мая 1967 года в передовой статье о стройке Токтогульской ГЭС  и 8 марта 2016 года.
В 2011 году к 70-летию со дня рождения «за образцовое выполнение служебных обязанностей, высокий профессионализм, весомый личный вклад в социально-экономическое развитие Автономной Республики Крым» мастеру спорта по альпинизму Эльвире Тимофеевне Насоновой постановлением Председателя Совета министров Автономной Республики Крым была объявлена благодарность.
Постановлением Федерации альпинизма России она была награждена медалью «За достижения в спорте».
Её деятельности и достижениям посвящён стенд в экспозиции Алуштинского историко-краеведческого музея, а в 2015 году прошла большая специализированная выставка.
13 мая 2016 года решением Алуштинского городского совета «За значительный личный вклад в социально — культурное развитие города Алушты, организацию и развитие спасательной службы в городе, значительный вклад в развитие спорта, в дело воспитания подрастающего поколения в духе патриотизма, любви к своему краю, спорту и здоровому образу жизни» Эльвира Насонова стала Почётным гражданином Алушты.

## Семья
- Супруг, Балинский Анатолий Павлович (1934—1984), известный советский альпинист, ученик Боривоя Маречека, Абрама Кикоина и Михаила Хергиани, инструктор-методист по альпинизму 1 категории. снежный барс (1972). Познакомились они с Эльвирой Насоновой в 1963 году в Киргизии во время подготовки к экспедиции. Руководил бригадой альпинистов на высотных работах при возведении Ат-Башинской и Токтогульской ГЭС. Работал начальником Контрольно-спасательного пункта (КСП) Заалайского горного района (1972—1978)[7][13].
- Сын — Егор (1972), погиб 30 декабря 1990 года в автокатастрофе на горной дороге[13][9].